# Touget
Touget (okzitanisch: Tojet) ist eine Gemeinde mit 501 Einwohnern (Stand: 1. Januar 2022) im Département Gers in der südfranzösischen Region Okzitanien. Die Gemeinde ist Teil des Arrondissements Condom und gehört zum Kanton Gimone-Arrats und war bis 2015 Teil des Kantons Cologne. Die Einwohner werden Tougetois genannt.

## Lage
Touget liegt etwa 45 Kilometer westnordwestlich von Toulouse am Gimone. Umgeben wird Touget von den Nachbargemeinden Saint-Orens im Norden, Sirac im Nordosten, Saint-Germier im Osten, Escornebœuf im Süden, Sainte-Marie im Westen und Südwesten sowie Mauvezin im Nordwesten.

## Bevölkerungsentwicklung
| Jahr                      | 1962 | 1968 | 1975 | 1982 | 1990 | 1999 | 2006 | 2013 |
| Einwohner                 | 433  | 389  | 349  | 321  | 312  | 320  | 458  | 518  |
| Quelle: Cassini und INSEE |      |      |      |      |      |      |      |      |